# آموزش تیزهوشان
آموزش تیزهوشان لفظی وسیع است که برای روش‌ها، رویه‌ها و نظریه‌های ویژه مورد استفاده در آموزش کودکانی استفاده می‌شوند که تیزهوش یا بااستعداد شناسایی شده‌اند.
روش‌های اصلی آموزش تیزهوشان غنی سازی و شتاب دهی آموزشی است. یک برنامهٔ غنی سازی مطالب اضافی مرتبطی به دانش آموز آموزش می‌دهد ولی او را در برنامهٔ آموزشی با سرعتی همانند دیگران به جلو می‌برد؛ مثلاً وقتی دانش آموزان تیزهوش کار عادی خود طبق برنامهٔ درسی را به پایان رساندند یک برنامهٔ غنی سازی می‌توان جزئیات بیشتری در خصوص یک مبحث به آن ارائه کند. یک برنامه شتاب دهی دانش آموز را سریعتر از حالت عادی در برنامهٔ درسی به جلو می‌برد. وقتی دانش آموزان تیزهوش کار عادی خود را تمام کردند به مبحث بعدی می‌روند حتی اگر بقیهٔ کلاس هنوز در حال کار بر مبحث اول باشند.
تعریف جهانی استانداردی در خصوص چیستی دانش آموز تیزهوش وجود ندارد. تعارف متعددی در خصوص تیزهوشی از سوی گروه‌های مختلف مورد استفاده قرار می‌گیرند. بیشتر این تعاریف دانش آموزانی را برمی‌گزینند که در یک زمینهٔ مشخص ماهرترین یا بااستعدادترین باشند مثلاً دانش آموزانی با بیشترین مهارت در موسیقی، زبان، استدلال منطقی یا ریاضیات. درصد دانش آموزان برگزیده فرق می‌کند، عموماً ۱۰ درصد یا کمتر از کل دانش آموزان برای برنامه ی‌های آموزش تیزهوشان برگزیده می‌شوند. به هر روی از آنجا که شایستگی‌ها و دستاوردهای دانش آموزان متفاوت است، دانش آموزی که در یک زمینه مثل موسیقی تیزهوش نیست ممکن است در زمینهٔ دیگری مثل زبان تیزهوش تلقی شود.

## توجیه
محققین و شاغلان در آموزش تیزهوشان بر این باورند که اگر قرار باشد آموزش از اصل پزشکی «اول، آسیب نزن» پیروی کند، آنگاه نیاز به توجیه دیگری برای فراهم آوری منابع برای آموزش تیزهوشان نیاز نیست چرا که آنان بر این باورند که کودکان تیزهوش در معرض ریسک قرار دارند. این ایده که کودکان تیزهوش در معرض ریسک قرار دارند در گزارش مارلند در سال ۱۹۷۲ به‌طور عمومی اعلام شد:

کودکان تیزهوش و مستعد، در واقع، محرومند و ممکن است از آسیب روانی و نقصان دائمی توانایی‌هایشان برای عملکرد خوب رنج ببرند، که برابر یا بیشتر از محرومیتی است که هر جمعیت دیگری با نیازهای ویژه که اداره آموزش به آنها خدمات ارائه می‌دهد، از آن رنج می‌برند.

(pp. xi-xii)

سه دهه بعد، اظهارات مشابهی توسط محققین این زمینه بیان شد: 

تلاش‌های ملی برای افزایش در دسترس بودن انواع امکانات تدریسی مناسب و خارج از مدرسه باید اولویت بالایی باشد چرا که پژوهش نشان می‌دهد که بسیاری از دشواری‌های احساسی یا اجتماعی که دانش آموزان تیزهوش آن را تجربه می‌کنند وقتی محیط آموزشی با سطح و سرعت یادگیری آنان منطبق شود، از بین می‌رود. [emphasis added]